# Marian Czajkowski (kapitan)
Marian Czajkowski ps. „Dym” (ur. 23 lipca 1931 w Leszczydole-Pustkach, zm. 26 lipca 2020) – polski działacz powojennego podziemia antykomunistycznego, kapitan WP w stanie spoczynku.
Należał do powojennego podziemia antykomunistycznego jako członek Narodowego Zrzeszenia Wojskowego. Był członkiem siatki/grupy Jana Kmiołka ps. „Wir”. Miał jedynego wówczas w oddziale Stena. We wrześniu 1951 został aresztowany, po brutalnym śledztwie osadzono go w więzieniu w Pułtusku, a następnie w Warszawie, Sztumie, Strzelcach Opolskich i Opolu. Zwolniony z więzienia w maju 1956 na mocy amnestii. Po przemianach demokratycznych w Polsce działał na rzecz upamiętnienia braci Jana i Franciszka Kmiołków; był zaangażowany między innymi w powstanie i promocję filmu dokumentalnego Bracia Kmiołkowie.
W 2009 za wybitne zasługi dla niepodległości Rzeczypospolitej Polskiej, za działalność na rzecz środowisk kombatanckich został odznaczony Krzyżem Kawalerskim Orderu Odrodzenia Polski. Był również odznaczony Krzyżem Więźnia Politycznego Okresu Stalinowskiego oraz Medalem „Pro Patria”.
Pochowany na cmentarzu przy ulicy Białostockiej w Wyszkowie.